# Diego Fabián Barreto
Diego Fabián Barreto Lara, mais conhecido por Diego ou Diego Barreto (Assunção, 31 de maio de 1990) é um futebolista paraguaio que jogava como meia. Atualmente está sem clube

## Carreira
Diego começou a sua carreira nas categorias de base do Cerro Porteño Foi levado pelo Grupo Carpegiani para as categorias de base do Grêmio. Após a passagem pelo clube gaúcho, Diego chegou aos juniores do Flamengo. Voltou ao seu país quando acertou com o Capiatá.

## Werder Bremen
Foi Negociado pelo clube alemão por três temporadas
Diego fez uma excelente campeonato salvando o clube alemão contra o rebaixamento e depois foi dispensado.

## Seleção Paraguaia
Diego foi convocado para um amistoso contra o Uruguai no sub-20 mas não entrou em campo.

## Características
Destro, ele joga com muita intensidade, tem boa finalização, ajuda na marcação e tem boa chegada na área.

## Estatísticas
Até 6 de junho de 2015.

### Clubes
| Clube             | Temporada         | Campeonato nacional | Campeonato nacional | Campeonato nacional | Copa nacional[a] | Copa nacional[a] | Copa nacional[a] | Competições continentais[b] | Competições continentais[b] | Competições continentais[b] | Outros torneios[c] | Outros torneios[c] | Outros torneios[c] | Total | Total | Total   |
| Clube             | Temporada         | Jogos               | Gols                | Assist.             | Jogos            | Gols             | Assist.          | Jogos                       | Gols                        | Assist.                     | Jogos              | Gols               | Assist.            | Jogos | Gols  | Assist. |
| ----------------- | ----------------- | ------------------- | ------------------- | ------------------- | ---------------- | ---------------- | ---------------- | --------------------------- | --------------------------- | --------------------------- | ------------------ | ------------------ | ------------------ | ----- | ----- | ------- |
| Grêmio            | 2013              | —                   | —                   | —                   | —                | —                | —                | —                           | —                           | —                           | 0                  | 0                  | 0                  | 0     | 0     | 0       |
| Grêmio            | Total             | 0                   | 0                   | 0                   | 0                | 0                | 0                | 0                           | 0                           | 0                           | 0                  | 0                  | 0                  | 0     | 0     | 0       |
| Capiatá           | 2015              | 1                   | 0                   | 0                   | —                | —                | —                | —                           | —                           | —                           | —                  | —                  | —                  | 1     | 0     | 0       |
| Capiatá           | Total             | 1                   | 0                   | 0                   | 0                | 0                | 0                | 0                           | 0                           | 0                           | 0                  | 0                  | 0                  | 1     | 0     | 0       |
| Werder Bremen     | 2016              | 12                  | 1                   | 0                   |                  | 2                | 1                | —                           | —                           | —                           | —                  | —                  | —                  | 0     | 0     | 0       |
| Werder Bremen     | Total             | 14                  | 2                   | 0                   | 0                | 0                | 0                | 0                           | 0                           | 0                           | 0                  | 0                  | 0                  | 0     | 0     | 0       |
| Total na carreira | Total na carreira | 15                  | 2                   | 0                   | 0                | 0                | 0                | 0                           | 0                           | 0                           | 0                  | 0                  | 0                  | 1     | 0     | 0       |

- a. ^ Jogos da Copa do Brasil
- b. ^ Jogos da Copa Sul-Americana
- c. ^ Jogos da Campeonato Carioca

## Títulos
Grêmio
- Taça Belo Horizonte de Futebol Júnior: 2012